# Могильов (радіо)
Радіо «Могильов»(біл. Радыё «Магілёў») - державна радіостанція Білорусі, заснована в Могильові в 1997 році. Простір мовлення охоплює Могилевську область. На початку працювала дві години на день на радіохвилі 70,1 МегаГерц. До 2002 р. називалася Нове радіо Могильов. Садиба розміщується в Могильові, пров. Комуністичний, д. 1.

## Передачі
- Гроші та бізнес (щодня, 7:35, 14:15 і 18:15);
- Диско-кльош (щодня, 19:00; провідні Василь Данилов, Костянтин Денисов, Ілля Касьценіч і Тіна Павлова);
- Мувіз (понеділок-п'ятниця, 11:15; ведучий Василь Данилов);
- Мьюзік (понеділок-п'ятниця, 18:45; ведучий Василь Данилов)
- Навороти (вівторок і четвер, 11:45; ведучий Василь Данилов);
- Найтлайф (субота-неділя, 12:00);
- Піпл(понеділок-п'ятниця, 14:45; ведучий Василь Данилов);
- Твіт-парад (середа, 11:45; ведучий Тіна Павлова);
- Фітнес(понеділок і п'ятницю, 11:45; ведучий Василь Данилов);
- Хіт парад «Снайпер» (середа, 21:05 і суботу, 14:10; ведучий Наталія Глушкова);
- Час вітав (щодня, 12:00; ведучий Ірина Александрова);
- Чилаут тайм (субота-неділя, 23:00).